# Julius Appelius

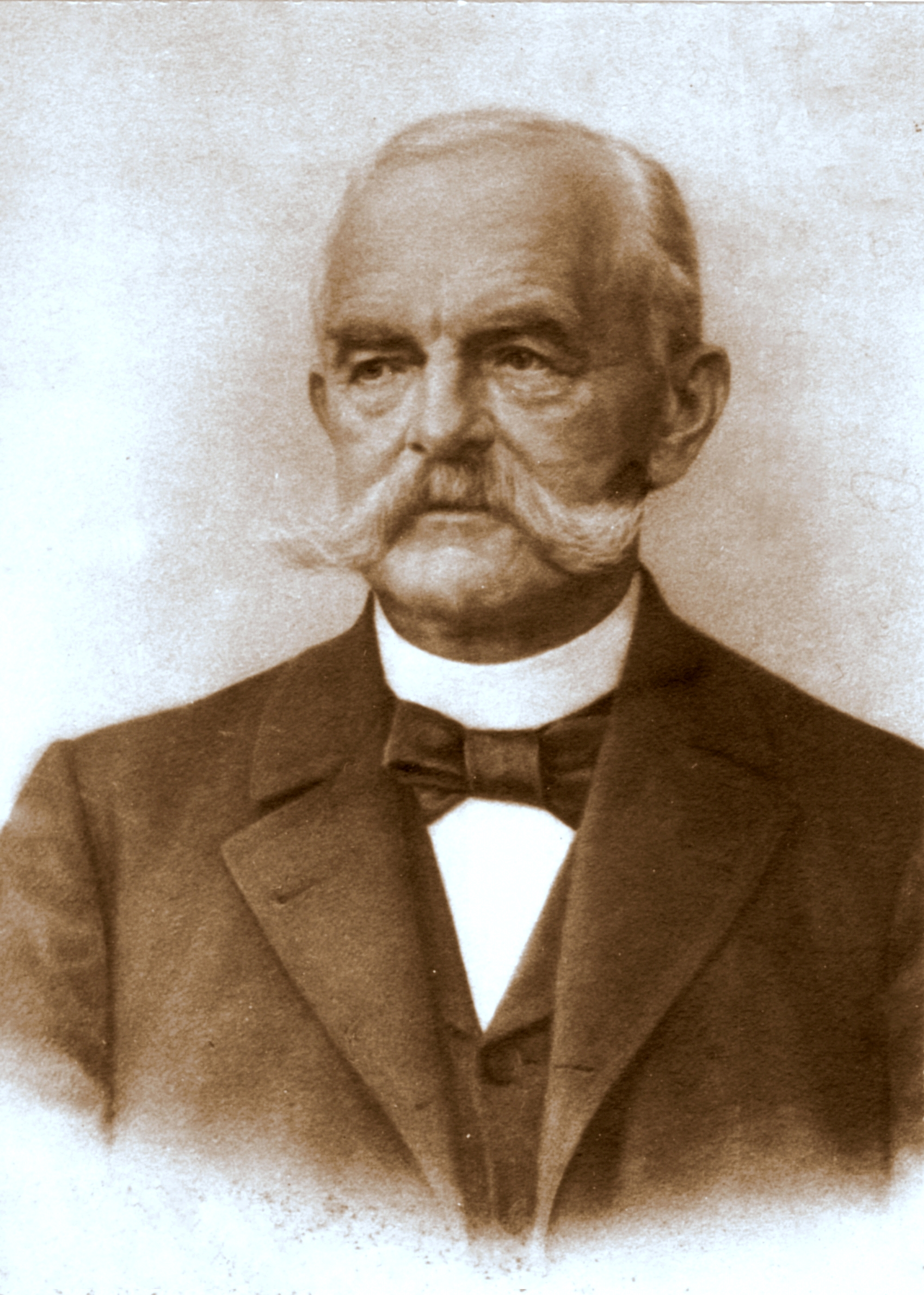
Landtagspräsident Dr. jur. h. c. Julius Appelius, 1895

Carl Wilhelm Julius Appelius (* 20. September 1826 in Eisenach; † 19. Oktober 1900 in Eisenach) war ein deutscher Jurist, Geheimer Justizrat sowie Großherzoglich Sächsischer Landgerichtspräsident und Präsident des Landtages im Großherzogtum Sachsen-Weimar-Eisenach. Ehrenamtlich nahm er das Amt des Präsidenten der Landessynode wahr.

## Leben
Appelius wurde 1826 als Sohn des nachmaligen Gerichtsdirektors und herzoglichen Hofadvokaten Carl Julius Emil Appelius und seiner Frau Carolina, geb. Röhlig, in Eisenach geboren. Er besuchte das Gymnasium in Eisenach, um danach an den Universitäten in Jena und Heidelberg Rechtswissenschaften zu studieren.
Appelius war fünfzig Jahre lang im juristischen Dienst des Fürstentums Schwarzburg-Sondershausen und des Großherzogtums Sachsen-Weimar-Eisenach tätig. Er wirkte zunächst als Kreisgerichtsassessor und -rat in Arnstadt und war danach 33 Jahre lang Leiter hoher Gerichtshöfe als Kreisgerichtsdirektor am Kreisgericht Weida und am Kreisgericht Eisenach und hier auch Präsident des Landgerichts. Ehrenamtlich betätigte er sich in der Landessynode der evangelischen Kirche, deren erster Präsident er wurde. Dieses Amt führte er bis zu seinem Tode weiter.
Über 25 Jahre lang war er als Landtagsabgeordneter, Landtagsvizepräsident und zuletzt als Landtagspräsident im Großherzogtum Sachsen-Weimar-Eisenach tätig. In den Landtag wurde er von den sogenannten „Tausendthalermännern“ gewählt. Nach dem 1852 beschlossenen Landtagswahlgesetz für das Großherzogtum wurden fünf Abgeordnete von denjenigen „Staatsunterthanen, welche aus anderen Quellen als dem Grundbesitz ein jährliches Einkommen von wenigstens eintausend Thaler beziehen“, gewählt.
1855 heiratete Appelius die Enkelin des Philosophen Christian Schreiber, Louise Reinhard, die später als Hofdame auf der Wartburg ehrenamtlich mit den sozialen und karitativen Aufgaben des Großherzogtums betraut wurde. Aus dieser Ehe gingen drei Söhne hervor, darunter der spätere Landtagspräsident Alfred Appelius. Julius Appelius war sehr eng befreundet mit dem Verleger Hermann Böhlau, der auch die Patenschaft für den Erstgeborenen des Ehepaars Appelius übernahm. Zwischen Böhlaus Tochter, der Schriftstellerin Helene Böhlau, und der Familie Appelius bestanden ebenfalls sehr enge Kontakte.

## Ehrungen
- Verleihung des Komturkreuzes des Hausordens vom Weißen Falken durch den Großherzog von Sachsen-Weimar-Eisenach
- Verleihung der Ehrendoktorwürde (Dr. jur. h. c.) durch die Universität Jena
- Ernennung zum Geheimen Rath durch den Großherzog